# عدوى طفيلية خارجية
عدوى الطُفيليات الخارِجية (بالإنجليزية: Ectoparasitic infestation)‏ هي أمراض طُفيلية تُسببها كائنات حَية تعيش بِشكل رئيس على السَطح الخارِجي للمُضيف، ومن الأمثلة عليها:
- الجَرب.
- مَرض قمال العانَة (قمل العانة).
- التَقمُل (قمل الرأس).[1]

## أُنظر أيضاً
- مضادات الطفيليات الخارجية.